# الإمام منصور الشيشاني
الإمام منصور الشيشاني أو الشيخ منصور (1732-1794) زعيم شيشاني قاد المقاومة ضد حملة كاترين الثانية ملكة روسيا الإمبريالية التوسعية في القوقاز أواخر القرن الثامن عشر. لا يزال يعتبر بطلاً قومياً أسطورياً للشعب الشيشاني.

## التعريف به ونشأته
الشيخ منصور، أو (أشورما)، كما لقبه الروس، في مدينة (الدي) ببلاد الشيشان، في موقع قريب من غروزني اليوم، واسمه الحقيقي (محمد). ولد أشورما عام 1748 في قرية آلدي الواقعة بالقرب من نهر سنج وكان الابن الثاني في العائلة.أما عن نشأته فقد اعتنى به والده منذ صغره فحفظ القرآن في داغستان، وكان منتسبًا للطريقة النقشبندية، وتلقى علومه الدينية في بخارى، كان يحفظ القرآن الكريم كله، عن ظهر قلب، ويحفظ آلافًا من الأحاديث النبوية الشريفة، وصار له نفوذ وتأثير لا يجارى بين الشعوب الشركسية القوقازية المسلمة، وكان يحرِّض الناس جهارًا على القيام ضد الروس يدًا واحدة، مبينًا لهم أهمية الاتحاد؛ ونجح، أيما نجاح، في إثارة الحقد على الروس. وعمل في الصغر مهنة النبي صلى الله عليه وسلم فقد رعى الغنم في صغره.

## جهاده وأهم المعارك ودوره فيها
شرع الإمام منصور بعد عودته إلى وطنه من داغستان وبعد أن تلقى العلوم الشرعية وبعد أن أتم حفظ القرآن، إلى تنبيه الناس إلى الخطر المحدق بهم وهو توسع الروس في البلاد القفقاسية، فكان يدعو للجهاد والنضال من أجل توحيد القوقاز. وكان على اتصال بالعثمانيين، الذين كانوا يحثونه على بذل أقصى ما يمكن من جهد لإثارة النقمة على الروس، فدأب الشيخ منصور على التجوال في مختلف أنحاء القوقاز ليخطب في الناس، ويعظهم بترك أمور الدنيا، والتعلق بأهداب الفضيلة، وكان زاهدًا متقشفًا. وفي عام 1785، نادى بالجهاد ضد الروس، واستثار الحمية الإسلامية في نفوس القوقازيين. وكان ذلك بداية حرب جديدة، لم يألفها الروس من قبل، وهي حرب الجهاد المقدس. وسرعان ما تجاوب مع الشيخ منصور شعوب داغستان، والقبارطاي، والنوغاي، بالإضافة إلى الشيشان. وتجمع لديه جيش ضخم، استطاع أن يلحق بالروس هزائم متكررة في شمالي القوقاز. خاض الشيخ منصور الشيشاني معارك عدة مع الروس، بعد أن تجمع لديه جيش ضخم، من المجاهدين، في شمالي القوقاز، ورغم أن (كاترين) الإمبراطورة الروسية (1729 ـ 1796)، لم تكترث، في بادئ الأمر، بالشيخ منصور، وحركته في بلاد الشيشان، فإن هزيمة الكولونيل بيري، جذبت اهتمام كاترينا لهذا الخطر، الذي ظهر، فجأة، في شمال القوقاز. وتمكن الشيشان وحلفاؤهم الداغستان، من قتل الكولونيل بيري، ومعه سبعة ضباط آخرين، إضافة إلى ستمائة جندي، وغنموا الأسلحة التي كانت بحوزتهم، ومن ضمنها اثنا عشر مدفعًا. وبعد توالي انتصارات الشيخ منصور في بلاد الشيشان، والداغستان، ازداد تعلق الشراكس بالشيخ، وتدافعوا للانضمام إلى حركته وجهاده. واستطاع شعب القبارطاي الشركسي الانفصال، مؤقتًا، عن الروس. ثم حاول الشيخ منصور الاستيلاء على حصن قيزيل يار، وعندها أرسلت كاترين جيشًا ضخمًا، بقيادة الكولونيل ناجل، استطاع أن يهزم الشيخ في معركة (تتار توب) بتاريخ 30 /10/ 1785 على نهر التيرك، إلا أنها كانت هزيمة مؤقتة، لأن الشيخ منصور انسحب من المعركة عندما شعر بأنه سيخسرها، نتيجة التفوق العددي الروسي، وعاد إلى بلاده، الشيشان، ولم يحاول الروس اللحاق به، داخل بلاده، واقتصر نشاطه بعدها على غارات مُباغتة وسريعة على القلاع الروسية في القبارطاي. وعندما بدأت بوادر الحرب تلوح بين روسيا وتركيا عام 1787م، استنجد الأتراك بالشيخ منصور فلبى النداء، وظهر فجأة بين الشراكسة في الغرب، الذين التفوا حوله، وقاموا بمهاجمة القوات الروسية من الخلف، وفي الذكرى السنوية لمعركة (تتار توب)، هاجم الشيخ، ومعه الشراكسة، ثلاثة أفواج من فوزاق الدون وأبادوهم. وفي سبتمبر عام 1787، هاجم الروس قلعة (أنابا) على ساحل البحر الأسود، فقام الشيخ منصور بالهجوم على الروس من الخلف، في منطقة (أوبون)، وقتل ثلاثة آلاف جندي روسي في هذه المعركة. وإثر هذه الهزيمة، عُزل الجنرال توكالي، وحل محله بيبكوف، وأيقن الروس أن احتلال (أنابا) لن يتم إلا بهزيمة الشيخ منصور أولاً. وكان الأتراك قد أرسلوا حسين باشا (بطال باشا)، للدفاع عن أنابا، على رأس جيش قوامه ثلاثون ألف رجل، مزودين بالمدافع والذخيرة والمؤن.وفور وصوله لأنابا قام بطال باشا بمعاملة الشيخ منصور، ومتطوعيه من الشيشان والشراكسة، بجفاء وعجرفة، عندما قدموا للترحيب به. ونتيجة لهذه المعاملة، غير اللائقة، غادر الشيخ منصور ومتطوعوه أنابا، بعد أن أرسلوا شكوى إلى السلطان العثماني ضد تصرفات بطال باشا. و خوفًا من العقوبة، أخذ 800 كيس من الذهب، وهرب إليهم، وانضم لأعداء الدين. ونتيجة لإلحاح السلطان العثماني والشراكسة، عاد الشيخ منصور لأنابا للدفاع عنها، وفشل الجنرال بيبكوف في احتلال أنابا، وتم استبداله بالجنرال بيلمان، وبتنسيق مع الأتراك، خرج الشيخ منصور من حصن أنابا، ومعه مقاتلوه، لمهاجمة قوات الجنرال جيرمانيين، أحد مساعدي بيلمان، وجرت معركة (كوبيروسكوي) والتي اضطر الشيخ للانسحاب منها، لأن القوات التركية لم ترسل التعزيزات التي كان قد اتُّفِقَ على إرسالها أثناء المعركة، ولكن الشيخ منصور عاد ثانية إلى أرض المعركة، واضطر الجنرال جيرمانيين للانسحاب. وبعد مسلسل الفشل الروسي في احتلال أنابا، قامت الإدارة الروسية بتعيين الجنرال غوردوفيتش، لقتال الأتراك والشيخ منصور، وأرسلت له تعزيزات كثيرة، من السلاح والجنود. وبعد وصولها، قام غوردو فيتش بالهجوم على أنابا، في 21 /6/ 1791، وتمكنت القوات الروسية من دخولها في اليوم التالي، بعد أن فاوض الأتراك الروس، وبعد دفاع أسبوعين، قبلوا الاستسلام، بالرغم من احتجاج الشيخ منصور ومتطوعيه، وحثهم القائد التركي على المقاومة لآخر رجل.ثم تقف المقاومة بعد اسر الشيخ منصور أشورما لتعود من جديد على يد الشيخ غازي محمد.

## وفاته
لقي الإمام الشهيد منصور أشورما ربه شهيدًا بعد حياة حافلة بالعلم والجهاد، وبعد أن دفع الناس إلى الجهاد في سبيل الله تسع سنوات كاملة أوقع في الروس الكثير من النكبات.
فخلال المعارك الدائرة بينه وبين الروس سقط الشيخ منصور جريحًا، فأسره الروس، ونقلوه إلى الإمبراطورة كاترينا، التي رغبت في رؤية هذا الشيشاني، الذي كان مصدر إزعاج دائم لها منذ عام 1785. ثم أودع السجن في شليسلبورغ، وهناك قُتل، بعد أن قتل الجندي المسئول عن حراسته، وبذلك سقط الشيخ منصور الشيشاني شهيدًا، في 13 أبريل 1794م، بعد تسع سنوات من الجهاد المتواصل.